# دايفيد كيز
دايفيد كيز (بالعبرية: דייוויד קיז‏) هو ناشط حقوق الإنسان إسرائيلي، ولد في 1984 في لوس أنجلوس في الولايات المتحدة.